# Parafia Podwyższenia Krzyża Świętego w Łopusznie
Parafia Podwyższenia Krzyża Świętego – parafia rzymskokatolicka w Łopusznie (diecezja kielecka, dekanat łopuszański). Erygowana w 1531. Mieści się przy ulicy Strażackiej. Duszpasterstwo w niej prowadzą księża diecezjalni.